# 軟式企業
軟式企業（なんしききぎょう）とは2010年1月頃よりTwitter上において広まった「企業の公式アカウントなのにもかかわらず、担当者のノリが軽い元気な企業アカウント」のこと。
その後、NAVERまとめに掲載されたこれらの企業を「軟式企業」。そうした企業のTwitterアカウントを「軟式アカウント」または「軟式」と呼ぶようになった。初出は2010年。吉川漂のTwitterでの発言。

## 概要
2010年1月、Twitterに参入した企業アカウントの中でも、公式でありながらまるで非公式アカウントであるかのように柔らかく、くだけているアカウントを「軟式アカウント」と呼び、またそうした企業を「軟式企業」と呼ぶようになった。軟式企業の中でも、株式会社加ト吉（現・テーブルマーク株式会社）の担当者は、当意即妙のダジャレを連発し人気を呼んだ。その他に、スポーツショップのスーパースポーツゼビオ・サンドウィッチチェーンの日本サブウェイ・牛丼のすき家・NHK PR・東急ハンズ他の担当者が活発で柔軟なつぶやきを連発し、「軟式企業」はそれ以降、企業がTwitterに参入する際の、成功例のように語られるようになった。